# Lipscomb Bisons

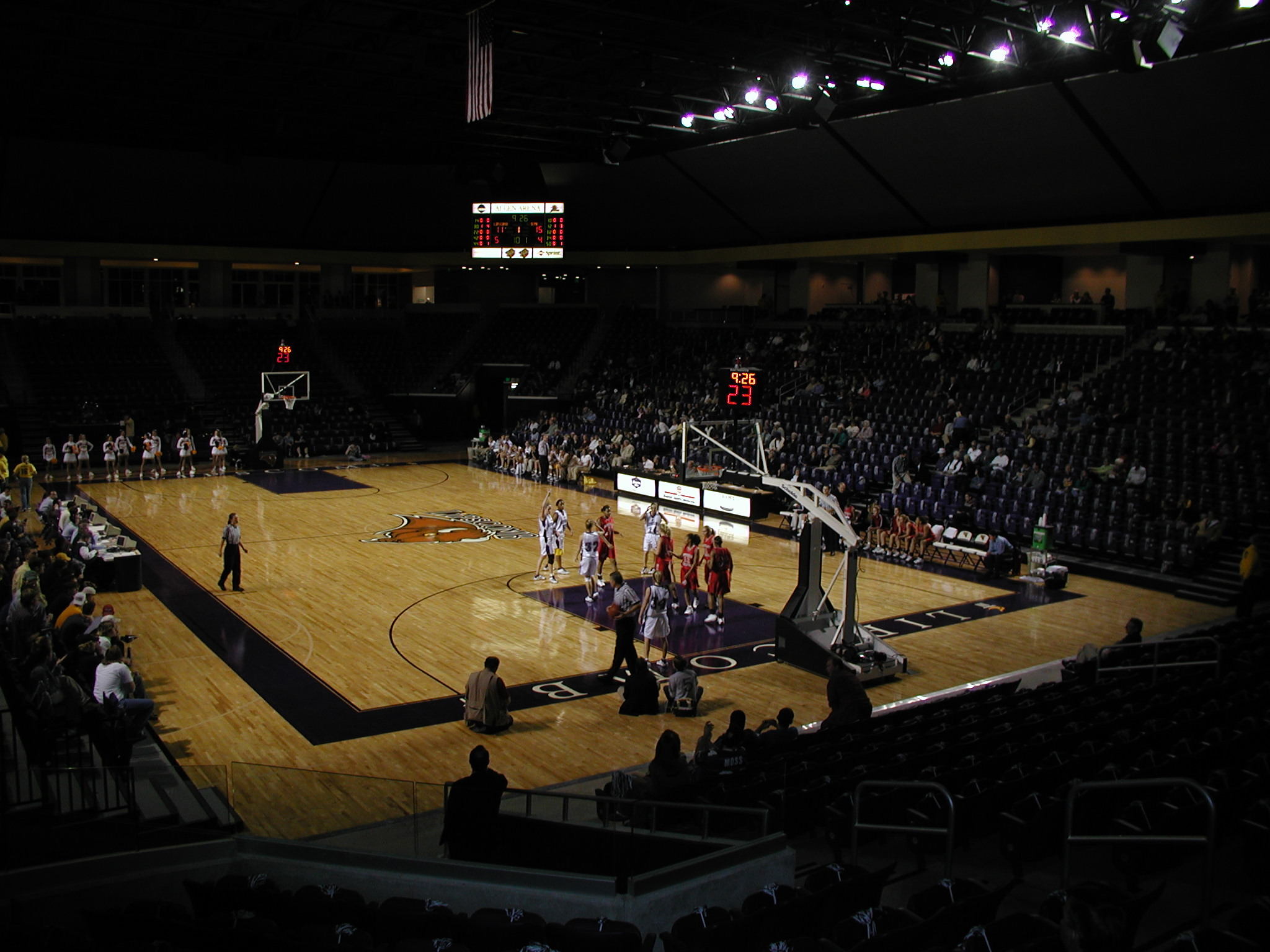
Allen Arena

Lipscomb Bisons (español: Bisontes de Lipscomb) es el equipo deportivo de la Universidad Lipscomb, situada en Nashville, Tennessee. Los equipos de los Bisons participan en las competiciones universitarias organizadas por la NCAA, y forman parte de la Atlantic Sun Conference. A los equipos femeninos se les denomina Lady Bisons.

## Apodo
El apodo de la universidad es el de Bisons, existiendo una gran estatua en el centro del campus que representa a un bisonte. Existe controversia con el plural del nombre, ya que hay alumnos y profesores que consideran que debería ser Bisontes, en la acepción latina. La mascota se denomina LU Bison, y está vigente desde 2005.

## Programa deportivo
Los Bisons participan en las siguientes modalidades deportivas:
| - Masculino - Béisbol - Baloncesto - Cross - Fútbol - Tenis - Golf - Atletismo | - Femenino - Baloncesto - Cross - Golf - Tenis - Fútbol - Softball - Voleibol - Atletismo |

## Baloncesto
El mayor logro del equipo masculino de los Bisons fue el ganar la fase regular de la Atlantic Sun Conference en 2006, empatando con Belmont. Precisamente ante esta universidad, los partidos entre ellos son denominados "The Battle of the Bouldevard", y es que se encuentran a escasos 5 kilómetros de distancia una de otra. Hasta 2007, el enfrentamiento lo gana Lipscomb por 68 victorias contra 52 de Belmont.